# Гавриленко, Александр Гаврилович
Алекса́ндр Гаври́лович Гавриле́нко (1920—1943) — советский военный. Участник Великой Отечественной войны. Герой Советского Союза (1943, посмертно). Гвардии лейтенант.

## Биография
Александр Гаврилович Гавриленко родился 20 августа 1920 года в деревне Закрючье Торопецкого уезда Псковской губернии РСФСР (ныне деревня Торопецкого района Тверской области Российской Федерации) в крестьянской семье Гавриила Архиповича и Раисы Митрофановны Гавриленко. Русский. Окончил 8 классов Загорской средней школы. После школы работал в колхозе. Перед войной занимал должность инструктора райфинотдела в Торопце.
В ряды Рабоче-крестьянской Красной Армии А. Г. Гавриленко призван в 1941 году и направлен в 1-е Ленинградское пехотное училище, находившееся в эвакуации в городе Березники Молотовской области. После окончания училища служил командиром учебной роты. В действующей армии лейтенант А. Г. Гавриленко с января 1943 года в составе Северо-Западного фронта. Участвовал в Демянской наступательной и Старорусской операциях. После неудачного завершения операции «Полярная Звезда» многие части Северо-Западного фронта были расформированы или подвергнуты переформированию. Лейтенант А. Г. Гавриленко в апреле 1943 года был направлен на Центральный фронт в 70-ю гвардейскую стрелковую дивизию 13-й армии, где был назначен командиром роты 205-го гвардейского полка, в составе которого он участвовал в Курской битве. За умелое руководство подразделением в ходе операции «Кутузов» Александр Гавриленко был награждён орденом Красной Звезды.
После разгрома немецких войск на Курской дуге началась Битва за Днепр. 7-я гвардейская рота под командованием гвардии лейтенанта А. Г. Гавриленко особо отличилась в ходе её составной части — Черниговско-Припятской операции. В конце августа 1943 года войска Центрального фронта прорвали оборону противника и вынудили его отступать. Преследуя стремительно отступающие немецкие части, 70-я гвардейская стрелковая дивизия сходу форсировала реку Сейм. В бою за город Бахмач 9 сентября 1943 года рота гвардии лейтенанта Гавриленко первой ворвалась в город, превратив отступление противника в беспорядочное бегство. Организованное сопротивление рота встретила только в районе села Вертиевка (Нежинский район Черниговской области Украины), где отразила две контратаки противника, уничтожив 3 танка и до 70 солдат и офицеров вермахта. Сломив сопротивление фашистов, рота Гавриленко 22 сентября 1943 года первой форсировала Десну в районе сёл Моровск и Соколовка (Козелецкий район Черниговской области Украины), а затем и Днепр в районе села Домантово Чернобыльского района Киевской области Украинской ССР. Однако противник успел подтянуть резервы. В тяжёлых боях за плацдарм батальон гвардии капитана Ф. В. Елисеева, в который входила 7-я гвардейская рота Гавриленко, попал в окружение. Вспоминая о тех событиях, Федот Васильевич впоследствии рассказывал:

После форсирования Днепра мы семь суток вели тяжёлые бои. Фашисты отчаянно пытались отбросить нас на левый берег, любой ценой выбить с захваченного плацдарма. Однажды гитлеровцы крупными силами пошли в контратаку и вклинились в наши позиции. Положение, признаюсь, было критическое. Нужны были незамедлительные и, по правде говоря, отчаянные меры, чтобы выбить фашистов. Кому такое по силам? Конечно, роте Александра Гавриленко.

7-я гвардейская рота прорвала окружение и четыре дня удерживала позиции, не позволив врагу замкнуть прорванное кольцо. Благодаря стойкости 7-й гвардейской роты и батальона в целом плацдарм был удержан. Однако 26 сентября 1943 года в боях за расширение плацдарма гвардии лейтенант А. Г. Гавриленко погиб.
16 октября 1943 года указом Президиума Верховного Совета СССР гвардии лейтенанту Александру Гавриловичу Гавриленко было присвоено звание Героя Советского Союза посмертно.
Первоначально Александр Гавриленко был похоронен в селе Домантово Чернобыльского района Киевской области Украинской ССР. Позднее в связи с заполнением Киевского водохранилища его прах был перезахоронен в селе Медвин Киевской области Украины.

## Награды
- Медаль Золотая Звезда (16.10.1943, посмертно);
- орден Ленина (16.10.1943, посмертно);
- орден Красной Звезды (27.09.1943).

## Память
- Мемориальные доски в честь Героя Советского Союза А. Г. Гавриленко установлены на здании Загорской основной общеобразовательной школы в деревне Закрючье и на здании Музея партизанской славы в посёлке Пожня Торопецкого района Тверской области.

## Документы
- Общедоступный электронный банк документов «Подвиг Народа в Великой Отечественной войне 1941—1945 гг.» Архивировано 13 марта 2012 года.

Герой Советского Союза. Архивировано 16 мая 2013 года.
Указ Президиума Верховного Совета СССР. Архивировано 16 мая 2013 года.
Список награждённых. Архивировано 16 мая 2013 года.
Орден Красной Звезды. Архивировано 16 мая 2013 года.
- Обобщённый банк данных «Мемориал». Архивировано 10 мая 2012 года.

ЦАМО, ф. 58, оп. 18002, д. 215. Архивировано 10 июля 2013 года.
ЦАМО, ф. 33, оп. 11458, д. 227. Дата обращения: 16 сентября 2018. Архивировано 10 июля 2013 года.
ЦАМО, ф. 33, оп. 11458, д. 538. Архивировано 10 июля 2013 года.